# Demond Mallet
Demond Mallet (Leesville (Louisiana), Estats Units, 22 de febrer de 1978) és un jugador professional de bàsquet estatunidenc que juga en la posició de base, actualment juga al Fiatc Mutua Joventut de Badalona.
El 28 de juliol de 2014 es va fer públic el seu fitxatge pel FIATC Joventut per a les dues temporades següents.

## Clubs
- Temporada 1998-99: Mc Neese St., (NCAA)
- Temporada 99-2000: Mc Neese St., (NCAA)
- Temporada 2000-01: Mc Neese St., (NCAA)
- Temporada 2001-02: Basket Braunschweig, (BBL)
- Temporada 2002-03: StadtSport Braunschweig, (BBL)
- Temporada 2003-04: TXU Energie Braunschweig, (BBL)
- Temporada 2004-05: Brose Baskets Bamberg, (BBL)
- Temporada 2005-06: Brose Baskets Bamberg, (BBL) Lesionat durant sis mesos.
- Temporada 2006-07: RheinEnergie Colonia, (BBL)
- Temporada 2007-08: Club Joventut de Badalona (ACB)
- Temporada 2008-2009: Club Joventut de Badalona (ACB)
- Temporada 2009-2010: Türk Telekom BK, Turquia (TBL i Eurocup)
- Temporada 2010-2011: Spirou Charleroi, Bèlgica (Lliga belga i Eurolliga)
- Temporada 2011-2012: Spirou Charleroi, Bèlgica (Lliga belga i Eurolliga). Abandona l'equip al desembre.
- Temporada 2011-2012: Maccabi Tel Aviv BC, Israel (Lliga israeliana de bàsquet, lliga adriàtica i Eurolliga)
- Temporada 2012-2013: Artland Dragons, Alemanya (BBL i Eurocup)
- Temporada 2013-2014: Belgacom Spirou Charleroi (Lliga belga i Eurocup)
- Temporada 2014-2015: Club Joventut de Badalona (ACB)
- Temporada 2016-2017: SLUC Nancy Basket (LNB)

## Palmarès
- 2004-05 BBL. Alemanya. GHP Bamberg. Campió
- 2006-07 Copa d'Alemanya. RheinEnergie Colonia. Campió.
- 2007-08 Copa espanyola de bàsquet masculina. DKV Joventut Badalona. Vitòria. Campió
- 2007-08 ULEB EuroCup. DKV Joventut Badalona. Torí. Campió.

### Distincions Individuals
- 2007 BBL All Star. MVP.
- 2006-07 Copa d'Alemanya. RheinEnergie Colonia. MVP.